# 黎鸿英
黎鸿英（發音：[le˧˧ həwŋ͡m˨˩ ʔajŋ̟˧˧]；1949年11月12日—），生于越南坚江省永顺县永北乡。曾任越南共产党书记处常务书记，越南共产党中央政治局委员。1969年3月2日加入越南共产党。2005年1月9日由越南国家主席授予大将军衔。曾于2002年—2011年担任越南公安部长。他曾学习法律并获得法学学士和政治学学士学位。
黎鸿英与同期的越共中央总书记阮富仲，国家主席张晋创，政府总理阮晋勇和国会主席阮生雄被认为是越共第十一届中央政治局最主要的五位领导人。
黎鸿英被中华人民共和国政府评价为“中国人民的老朋友”。